# Stavs gruva
Stavs gruva var en järnmalmsgruva i Floda socken i Katrineholms kommun. 
Omkring 1670 bröts malm vid Stavs gruva, men brytning i större skala kom inte igång förrän på 1940-talet. Gruvan har ägts av Hälleforsnäs bruk fram till 1917 då den övertogs av Boxholm AB. Anrikningen skedde vid Kantorps gruva, belägen omkring fem kilometer sydost om Stav, där det också bröts järnmalm.
I gruvan har brutits kvartsbandade järnmalmer och skarnjärnmalmer i form av magnetit och järnglans.